# Пуфф, Кристиан
Кристиан Пуфф (нем. Christian Puff, 1949—2013) — австрийский ботаник.  

## Биография
Кристиан Пуфф родился в 1949 году.
В 1986 году была опубликована его книга A biosystematic study of the African and Madagascan Rubiaceae-Anthospermeae.
Пуфф занимается изучением растений семейства Мареновые.

## Научная деятельность
Кристиан Пуфф специализируется на семенных растениях.

## Некоторые публикации
- 1986. A biosystematic study of the African and Madagascan Rubiaceae-Anthospermeae. Ed. Springer-Verlag. 532 pp. ISBN 3-211-81919-3.
- 1991. The genus Paederia L. (Rubiaceae-Paederieae): a multidisciplinary study. Ed. Meise: National Botanic Garden of Belgium. 376 pp.
- 2006. Plants of the Simen. A flora of the Simen Mountains and surroundings, northern Ethiopia.
- 2006. Plants of Khao Yai National Park [Thailand].
- 2006. Plants of Doi Inthanon National Park [Thailand].
- 2006. Plants of Kaeng Krachan National Park [Thailand].
- 2007. Rubiaceae of Borneo.
- 2007. Flora of Thailand.